# Andrew Vanzie
Andrew Vanzie (26 de novembro de 1990) é um futebolista profissional jamaicano que atua como meia, atualmente defende o Portmore United.

## Carreira
Andrew Vanzie fez parte do elenco da Seleção Jamaicana de Futebol na Copa América de 2016.